# Арасан-Капал
Араса́н-Капа́л (каз. Арасан-Қапал) — село у складі Аксуського району Жетисуської області Казахстану. Входить до складу Арасанського сільського округу.
Населення — 62 особи (2021; 69 у 2009, 269 у 1999, 106 у 1989).